# Buri Ram

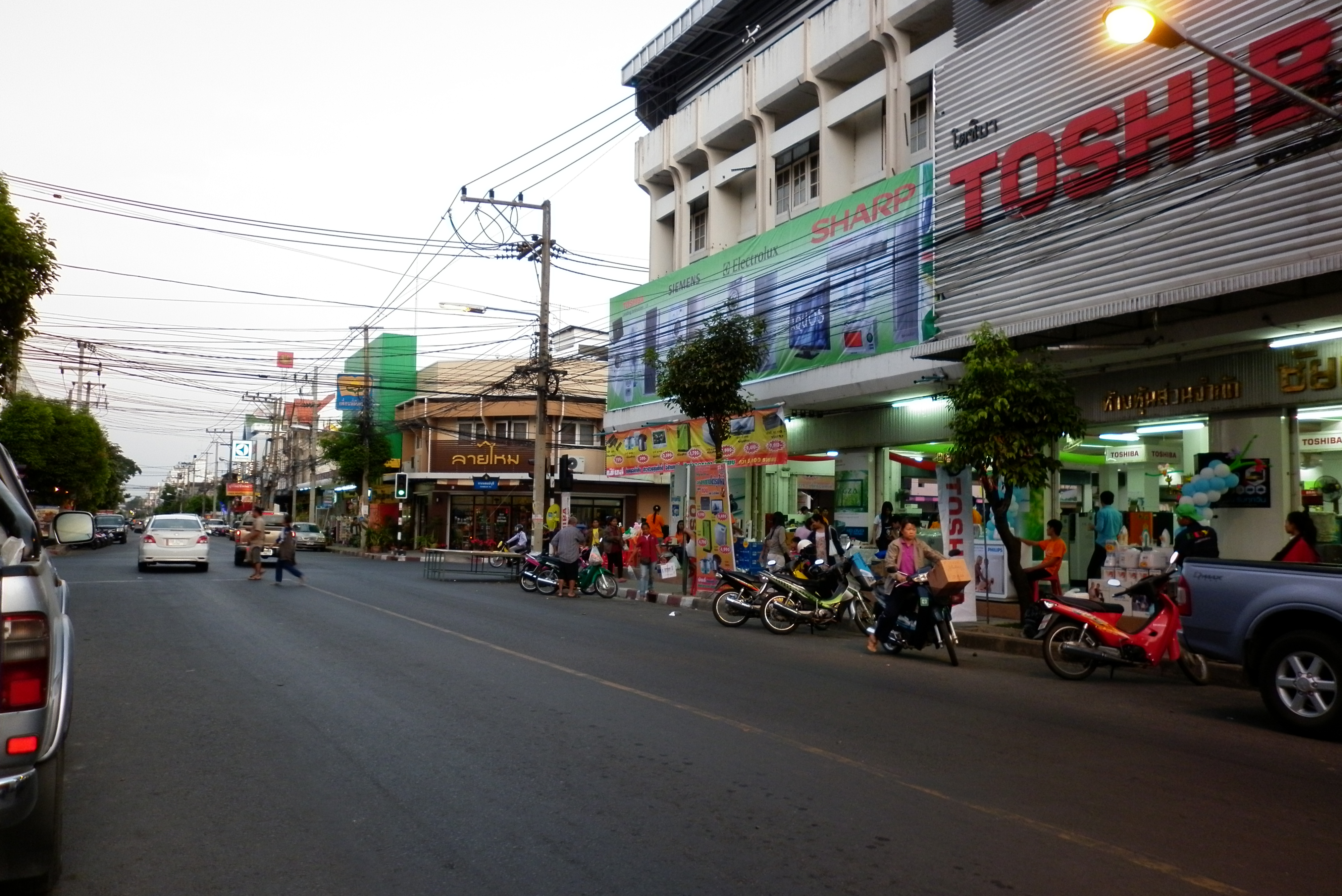
Centro da cidade de Buriram.

Buri Ram (em Tailandês: บุรีรัมย์ - significando "Cidade da Felicidade") é uma cidade da Tailândia, capital da  Província de Buri Ram, a cerca de 410 km a nordeste de Bangkok. Em 2005 tinha uma população de 28.333 habitantes.

## História
Quase mil anos atrás, a atual área onde se situa Buri Ram era subjugada ao Império Khmer como muitas ruínas daquele tempo ainda são visíveis lá. O maior deles no topo de um extinto vulcão está protegida dentro do parque histórico de Phanom Rung. De acordo com a inscrição encontrada, seu governante reconheceu a hegemonia do Império Khmer. O parque possui o maior e melhor restaurado complexo de templo Khmer da Tailândia.
No início do século XIX, a cidade era originalmente chamado Muang Pae. Após a reforma administrativa no final do mesmo século, Buriram foi incorporada a Tailândia como uma província.

## Galeria

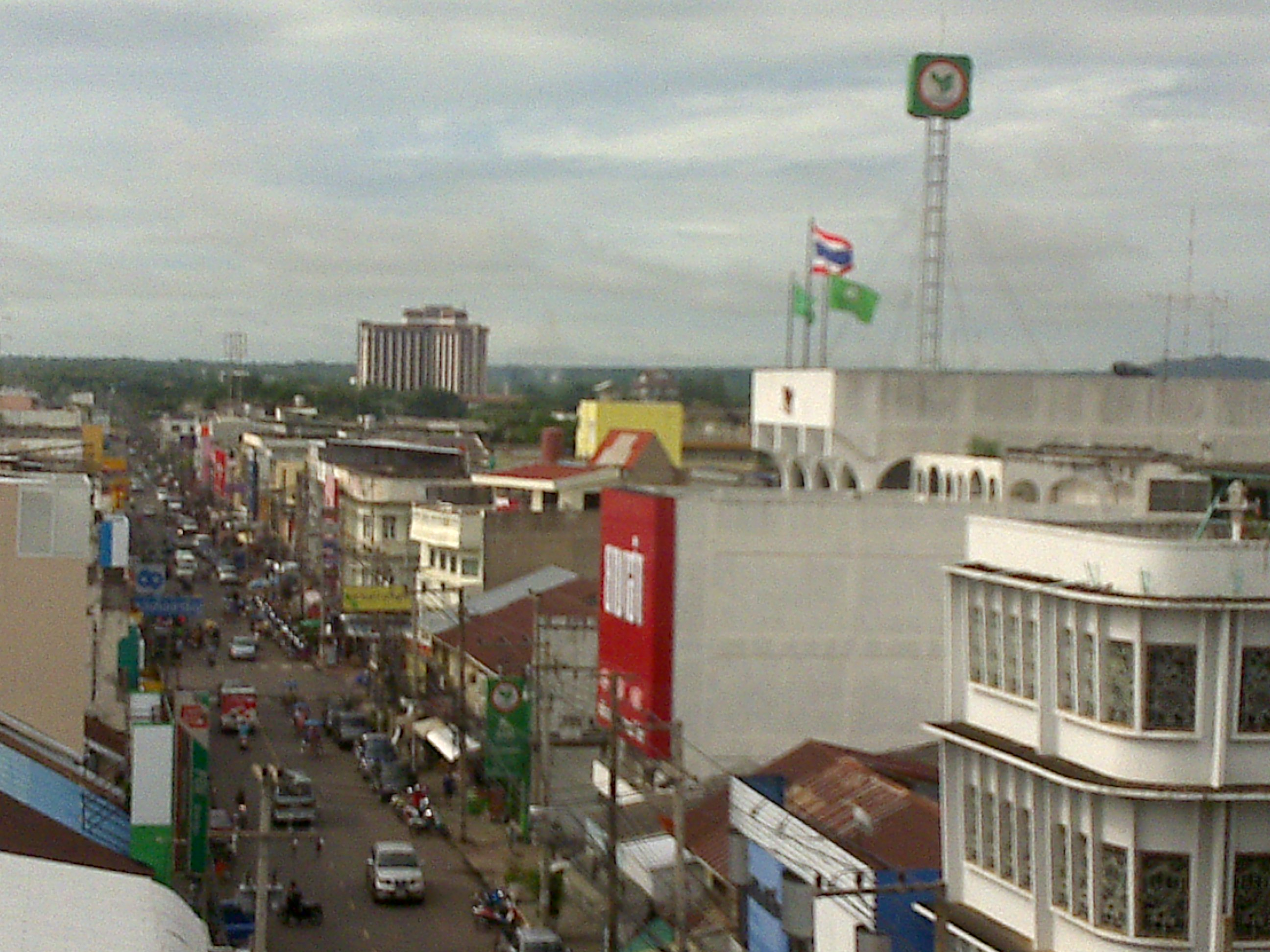
Buriram.
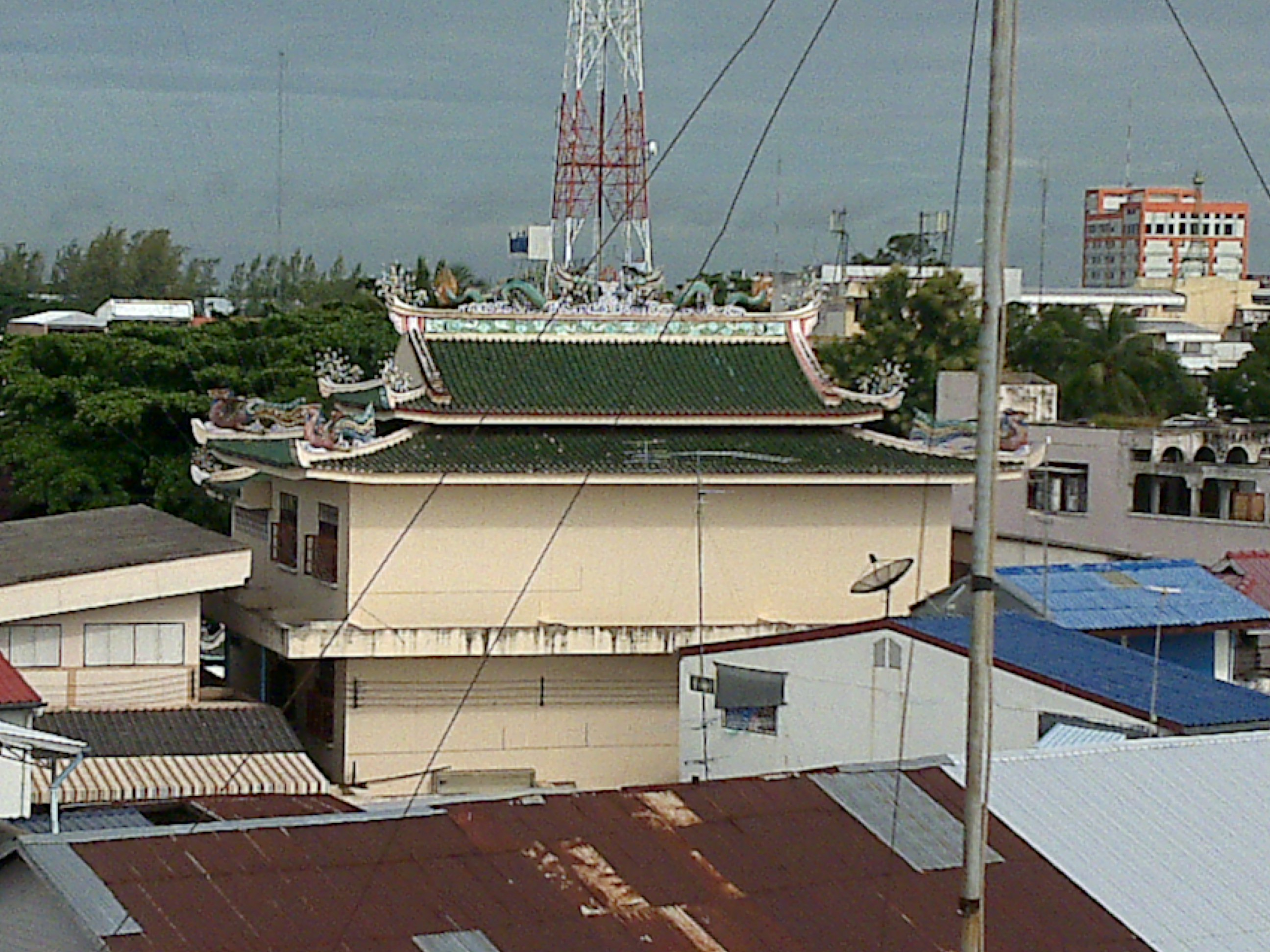
Chinatown em Buriram.
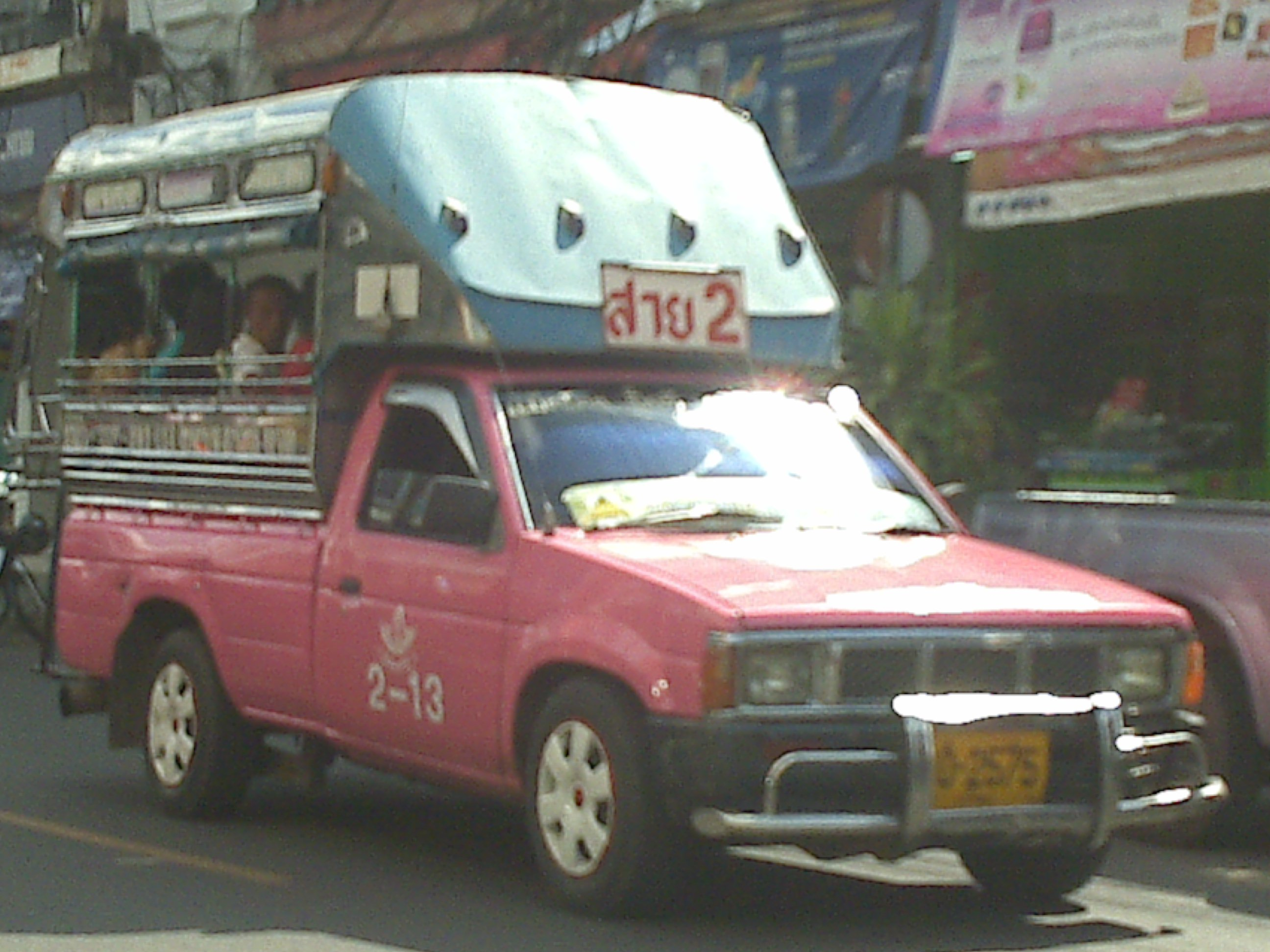
Um songthaew em Buriram.
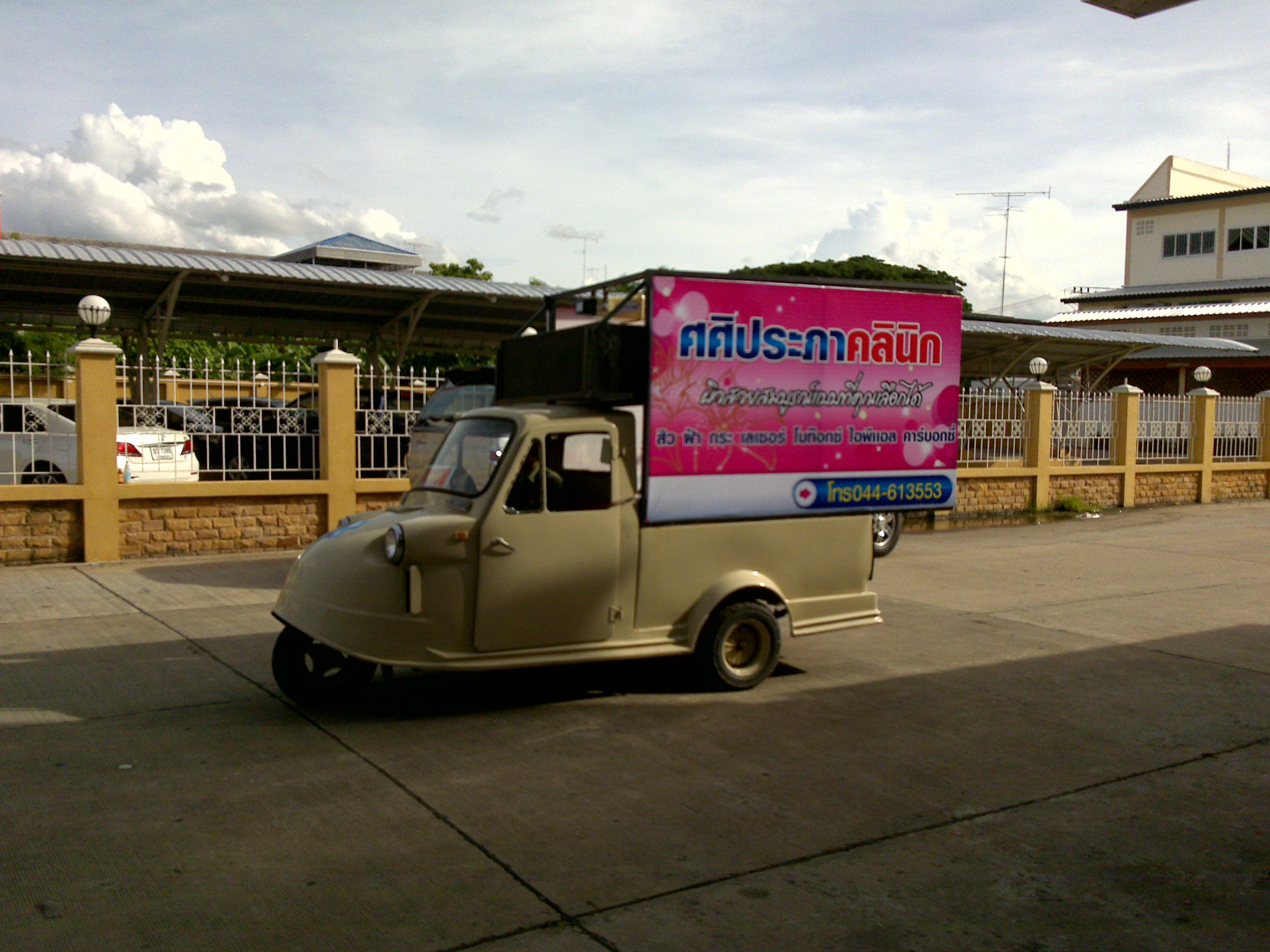
Um tuk-tuk em Buriram.